# إيفان بورغ
إيفان بورغ (بالإنجليزية: Ivan Borg)‏ هو منافس ألعاب قوى مالطي، ولد في 20 يونيو 1984.